# Jean del Marmol
Jean Prosper Philippe del Marmol (Falaën, 5 augustus 1901 – aldaar, 3 september 1971) was een Belgische verzetsstrijder in de Tweede Wereldoorlog in het Geheim Leger. Hij was getrouwd met Mary Lippens, eveneens lid was van het Geheim Leger.

## Voor de oorlog
Del Marmol stamde uit een adellijke Spaanse familie, die sinds de zeventiende eeuw in de Spaanse Nederlanden gevestigd was. Hij behoorde tot een tak die geen heropname in de adel had aangevraagd. Hij was een zoon van Fernand del Marmol (1854–1923) en Jeanne du Monceau (1858–1921), uit de grafelijke familie met die naam. 
Hij promoveerde tot doctor in de rechten en werd kabinetsmedewerker bij Maurice Lippens, minister van Verkeerswezen en in 1929 trouwde hij met zijn dochter, Marie-Louise (Mary) Lippens, met wie hij vier kinderen kreeg. Hij werd afgevaardigd bestuur van de Usines de Constructions Métalliques de Braine-le-Comte. 
Bij de Duitse inval in mei 1940 was hij luitenant (reserve) in het Belgisch leger. Hij bevond zich in een detachement dat in Frankrijk vertoefde en niet aan de strijd deelnam.

## Verzet
Bij zijn terugkeer in België en zijn ontslag uit het leger, nam hij contact op met kolonel Henri Bernard, stafchef bij het tot stand komend Geheim Leger. Hij werd de adjunct van Jean Brumagne. Hij werd vervolgens de tweede in bevel bij kolonel Jules Bastin, eerst in de Légion Belge, later omgedoopt in Geheim Leger.
Del Marmol werd verantwoordelijk voor de contacten met andere verzetsgroepen, in het bijzonder de Tybalt-Claudius organisatie, en met administraties zoals de spoorwegen en de PTT. Hij was ook verantwoordelijk voor de contacten met gemeentelijke autoriteiten in heel België en met verzetsgroepen in Frankrijk. Hij organiseerde droppings van wapens en levensmiddelen. Hij zorgde ook voor financies, afkomstig van de secretaris-generaal voor financies Oscar Plisnier.
Zijn contacten met het Onafhankelijkheidsfront werden door de regering in Londen met argwaan bekeken. Hij werd naar Londen geroepen, maar weigerde hier op in te gaan, hierin gesteund door generaal Pire, de nieuwe commandant van het Geheim Leger. 
Toen in maart 1944 een medewerker werd opgepakte en, onder foltering, namen van verzetslieden aan de Gestapo meedeelde, verdween del Marmol in de clandestiniteit. Zijn echtgenote werd, in zijn plaats, als gijzelaar opgepakt en naar een concentratiekamp gedeporteerd, waar ze is overleden. 
Na de oorlog vroeg del Marmol geen erkenning aan als gewapend weerstander. Zijn verzetsdaden achtte hij voldoende bekend. Hij werd niettemin door België onderscheiden voor zijn verzetsdaden met de titel van Commandeur in de Orde van Leopold II met palm, het Oorlogskruis met palm en de Medaille van het Verzet (Koninklijk Besluit nr. 3480 van 30 januari 1947). Hij werd ook onderscheiden met het Britse Military Cross (December 1944) en het Amerikaanse Silver Star.

## Na de oorlog
Del Marmol was een hevig anticommunist en na de oorlog ijverde hij voor het instellen van een militair gezag, onder leiding van koning Leopold III van België.
In 1948 trad hij in dienst bij de Banque Lambert, waar hij een belangrijke rol speelde bij de herstart van de bank en vervolgens van de Compagnie Lambert. Hij nam Elakat en Grolco over, richtte de Compagnie d'Afrique en de Compagnie Congolaise de Construction op en leidde deze, stond aan het hoofd van Belgika, was voorzitter van Interbra en bouwde voor de Lambert-groep een nieuw Afrikaans imperium op ter vervanging van het imperium dat de Lamberts hadden verloren. Hij was tien jaar lang gedelegeerd bestuurder van de Compagnie Lambert en vervolgens vicevoorzitter van het directiecomité. In die periode reisde hij verschillende keren naar Congo. Aan het einde van zijn carrière was hij voorzitter van de Lambert-groep.
Er wordt aangevoerd dat, toen Patrice Lumumba in 1960 eerste minister werd van Congo-Kinshasa, hielp del Marmol de minister Harold d'Aspremont Lynden om in Katanga een opstand op te zetten tegen Lumumba. Del Marmol's oudste zoon was getrouwd met een nicht van d'Aspremont Lynden.

## Nageslacht
Het echtpaar del Marmol-Lippens had vier kinderen, onder wie:
- Patrick del Marmol (1930–2019), doctor in nucleaire scheikunde, trouwde met Hedwige d'Aspremont Lynden (1932–2014), dochter van graaf Geoffroy d'Aspremont Lynden. Ze kregen vier kinderen.
- Anne-Catherine del Marmol (1939), licentiaat wijsbegeerte, trouwde met Etienne Delperdange (1937–1972), neuropsychiater.

In 1948 hertrouwde Jean met Cecile de Brouwer (1910–1999), weduwe van zijn strijdgenoot François De Kinder, uit welk huwelijk nog twee zonen en een dochter werden geboren:
- François del Marmol (1949), ambassadeur, trouwde met Danielle Guilbert (1943), ambassadeur.
- Laurent del Marmol (1951), trouwde met Isabelle Crick (1957).
- Mary del Marmol (1952–2007), trouwde met graaf Armand d'Aspremont Lynden (1946).

In 2010 werden Patrick en Anne-Catherine del Marmol, evenals François en Laurent del Marmol, in de adelstand erkend, met de titel van baron, respectievelijk barones, overdraagbaar op alle nakomelingen-naamdragers.